# Шполянські козаки
Шполянські козаки — Українське козацтво яке виникло на початку XVIII століття на території річки Шполка та Лебединського лісу. Козацтво виникло на тлі Повстання Палія, та існувало до 1795 року.

## Історія Шполянського козацтва

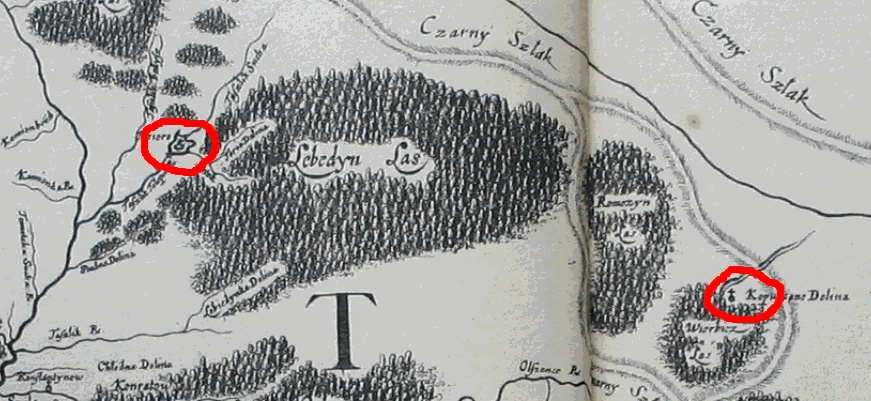
мапа козацьких паланок Шполянщини. 1650 р.

### До початку XVIII століття
До початку XVIII століття на території Шполянщини ще з давніх часів існували козаки, але вони були частиною козаків правобережжя та входили до складу Корсунського та Білоцерковського полків, так нам відомо про козацькі фортеці в Капустяній долині, Сигнаївці та В'язівку. 
З 1657 року на Шполянщини було 2 козацькі паланки, одна знаходилася в Капустяній долині, за описом Капустяна долина знаходилася в одному стрімкому переході від фортеці Жаботин, в паланці було три куреня. Також на землях Шполянщини була ще одна паланка Паланка Дошка, але точне місце знаходження її невідомо.
В 1666 році український гетьман Петро Дорошенко, видав Лебединському монастиреві два охоронних листи, один в містечку Медведівці 14 березня 1666 року, а інший в Чигирині 3 вересня 1668 року.

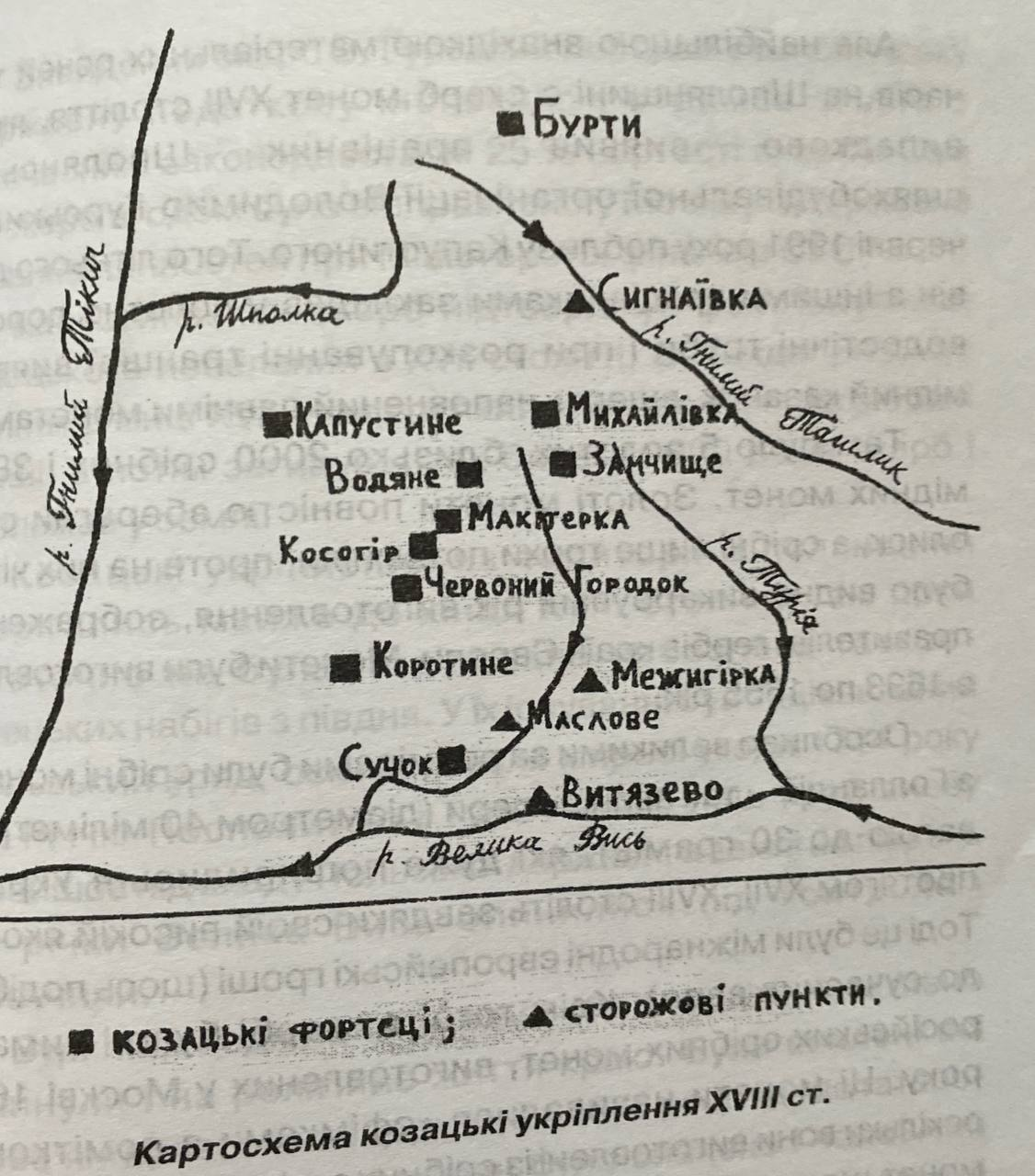
мапа козацьких фортець Шполянщини. 1709 р.

### XVIII століття
В 1702 на территорії Шполянщини яку тоді ще називали Германувщиною відгриміло Повстання Палія, після чого в 1704 році владу на території взяв Свято-Георгіївський чоловічий монастир Лебедину.
Фактично Шполянщина була незалежною в період з 1704 по 1714 рік, але до 1709 всеж формально знаходилась під владою Мазепи. В період до 1709 року на території підконтрольній Монастирю було збудовано багато козацьких фортець, одна з них це козацький укріп Червоний городок, лінія оборони шполянських козаків від нападів татар, на південь від неї була Башта, козацька вишка яка знаходиласть на найвищій точці степу та з якої козаки слідкували за всім степом.
В 1709 році в листі настоятеля Лебединського монастирю до Мазепи настоятель відмовив в допомозі. Мазепівці це запам'ятали та в 1711 році спалили Лебедин разом з монастирем, тоді зі всіх священно служителів в живих залишилось лиш 4. 
В 1714 році після мирного договору між Россійским царством та Туреччиною землі  Германувщини знову ввійшли до складу Польщі, але польські пани для захисту чорного шляху залишили укріплення Червоного городка та самих козаків.
В 1734 Шполянські козаки брали участь в повстанні гайдмаків, в 1735 гайдамаків наздогнав польський загін у Шполі, звідки їх переправили у Смілу, один з гайдамаків був повішений, а інші четвертовані. В 1750 році у Лебедин зайшов загін гайдамаків на чолі з Олексієм Майстренком. Вони сплюндрували панську садибу, а худобу роздали селянам. В 1751 році гайдамаки знову показались біля Лебедина, але захопили лише декілька коней і пішли в Чигиринський ліс.
В 1768 році сталось останне повстання шполянських козаків, під час коліївщини козаки та селяни під проводом ватажків Степана Главацького і Савки Плиханенка брали активну участь в повстанні та грабували польських панів в Лебедині, але це було останне повстання шполянських козаків, та після коліївщини їх права були майже повністтю ліквідовані, а саме козацтво ліквідували в 1795 році. 

## Сучасність
Шполянське козацтво стало важливою частиною для формування історії Шполянщини, так шполянин В. В. Гурський в селі Капустине знайшов козацький скарб, а в селі Іскрене залишились ще Козацькі могили.
В селі Товмач раз на рік проводиться козацький фестиваль Товмацький курінь, де шполяни вшановують пам'ять Шполянського козацтва та цей фестиваль є туристичною візитівкою краю.  